# Ernobius mollis
Ernobius mollis là một loài bọ cánh cứng thuộc chi Ernobius trong họ Ptinidae.

## Hình ảnh

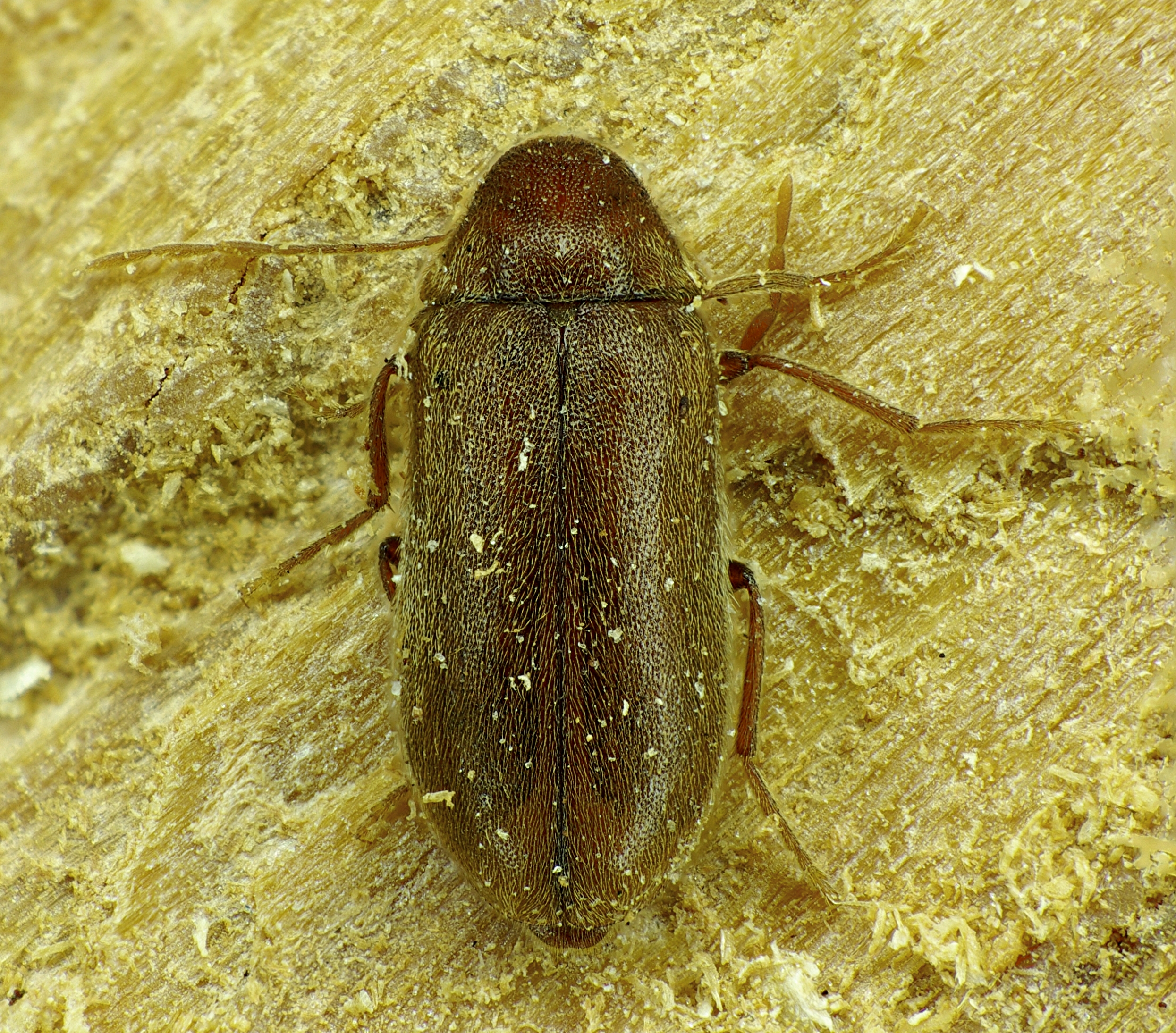
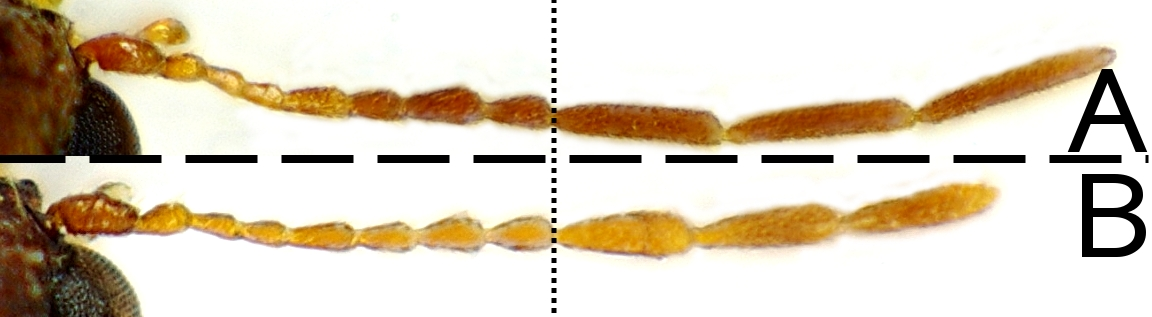
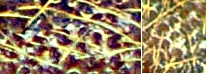
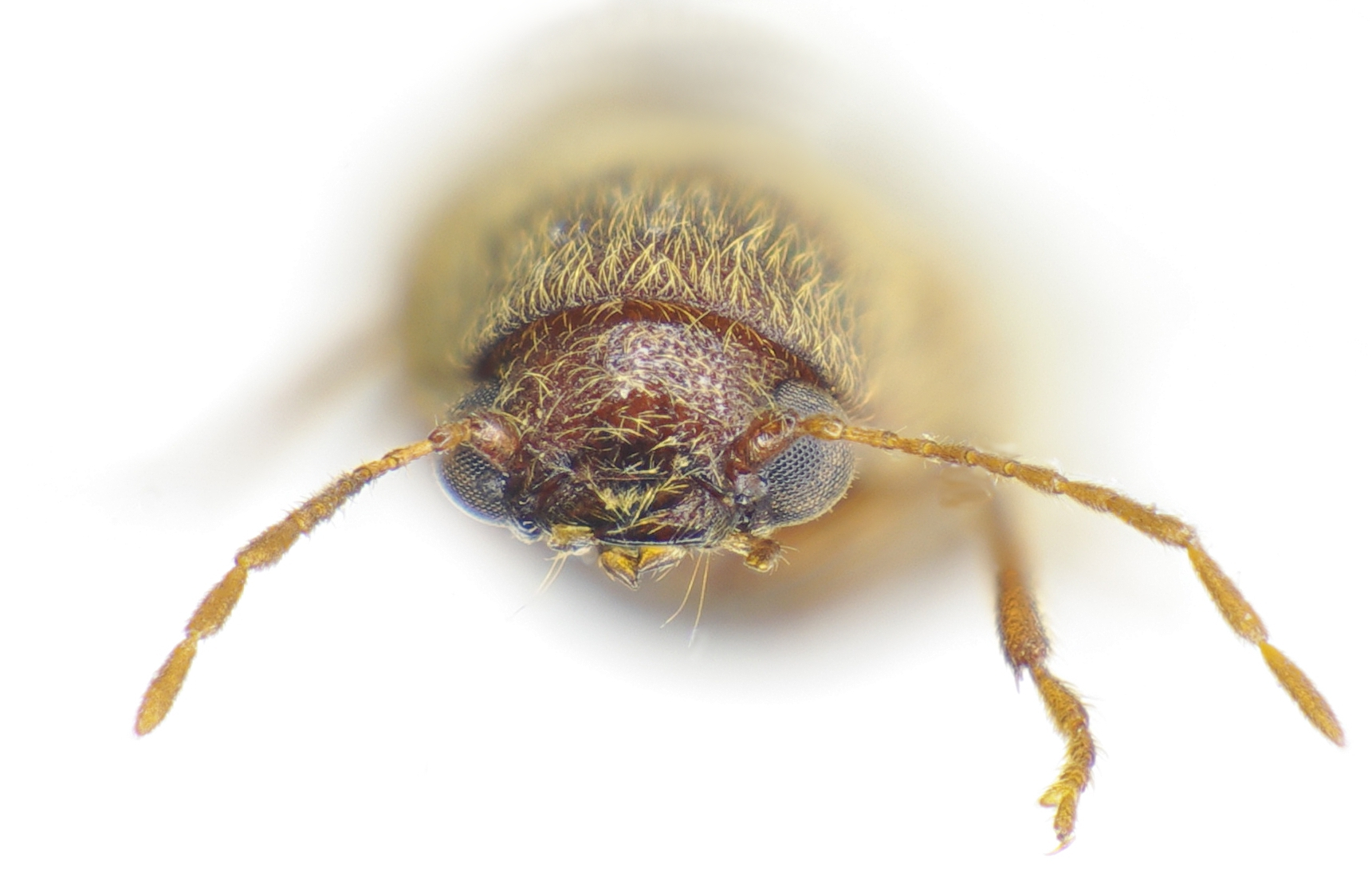